# Comitatul Outagamie, Wisconsin
Comitatul Outagamie este situat  în statul Wisconsin din Statele Unite. Sediul acestuia este Appleton. Conform recensământului din anul 2000, populația sa a fost 160.971 de locuitori.

## Demografie
|  | Graficele sunt indisponibile din cauza unor probleme tehnice. Mai multe informații se găsesc la Phabricator și la wiki-ul MediaWiki. |

Date: Wikidata - grafică realizată de Wikipedia